# بابورائو پینتر
بابورائو پینتر (انگلیسی: Baburao Painter; ۳ ژوئن ۱۸۹۰ – ۱۶ ژانویهٔ ۱۹۵۴) کارگردان فیلم اهل هند بود.

## پیوند به بیون
بابورائو پینتر در imdb.com